# Dieter Uebing

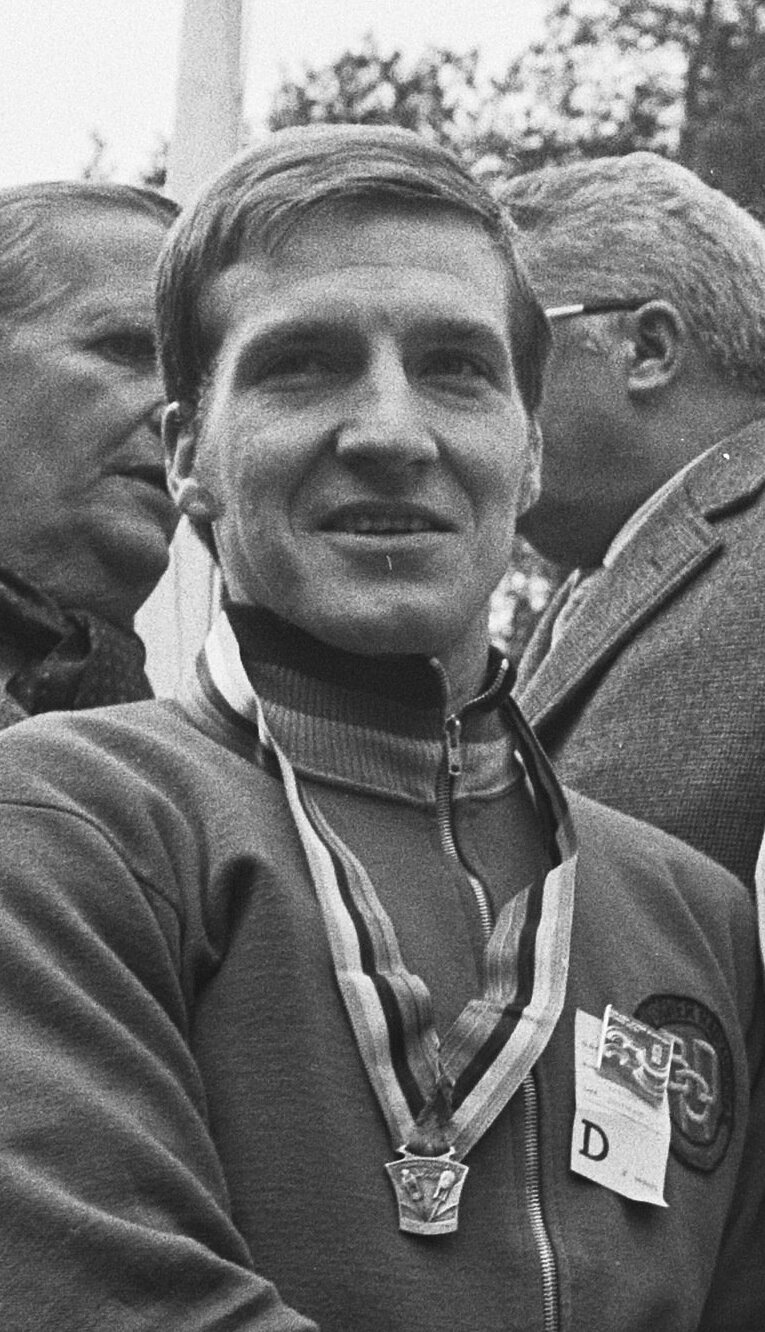
Dieter Uebing bei den Cyclocross-Weltmeisterschaften 1971 mit der Silbermedaille

Dieter Uebing (* 20. Februar 1946 in Ennepetal) ist ein ehemaliger deutscher Radrennfahrer und nationaler Meister im Radsport. Er war auf Querfeldeinrennen (heutige Bezeichnung Cyclocross) spezialisiert.

## Sportliche Laufbahn
Als Amateur startete Uebing für den Verein RV Sturmvogel 1925 Dortmund, später für den RRC Curve 24 Brackel. Er wurde 1977 und 1979 Deutscher Meister im Querfeldeinrennen und stand weitere Male bei den Deutschen Meisterschaften der Amateure auf dem Podium: 1970 und 1971 als Zweiter sowie 1969, 1974, 1975 und 1976 als Dritter. Bei den UCI-Cyclocross-Weltmeisterschaften 1971 gewann er die Silbermedaille hinter Robert Vermeire. 1977 belegte er den 4. Platz bei der Weltmeisterschaft. 
Uebing  bestritt aber auch erfolgreich Straßenrennen und konnte 1973 die Israel-Rundfahrt für sich entscheiden, in der er mit der Nationalmannschaft des Bundes Deutscher Radfahrer im Querfeldeinrennen startete. 1973 gewann er die Cologne Classic.
Von 1981 bis 1989 fuhr er als Berufsfahrer. Uebing wurde überwiegend von einzelnen Sponsoren unterstützt, in der Saison 1982 startete er für das deutsche Radsportteam Kotter’s Racing Team. Er nahm als Profi bis 1987 an allen Querfeldein-Weltmeisterschaftsrennen teil, sein bestes Ergebnis dabei war der 8. Platz 1982. Im Jahr 1983 wurde er nationaler Titelträger bei den Berufsfahrern.

## Berufliches
Noch während seiner aktiven Laufbahn eröffnete er in seinem Heimatort Ennepetal ein Radsportgeschäft.